# Zeitrad

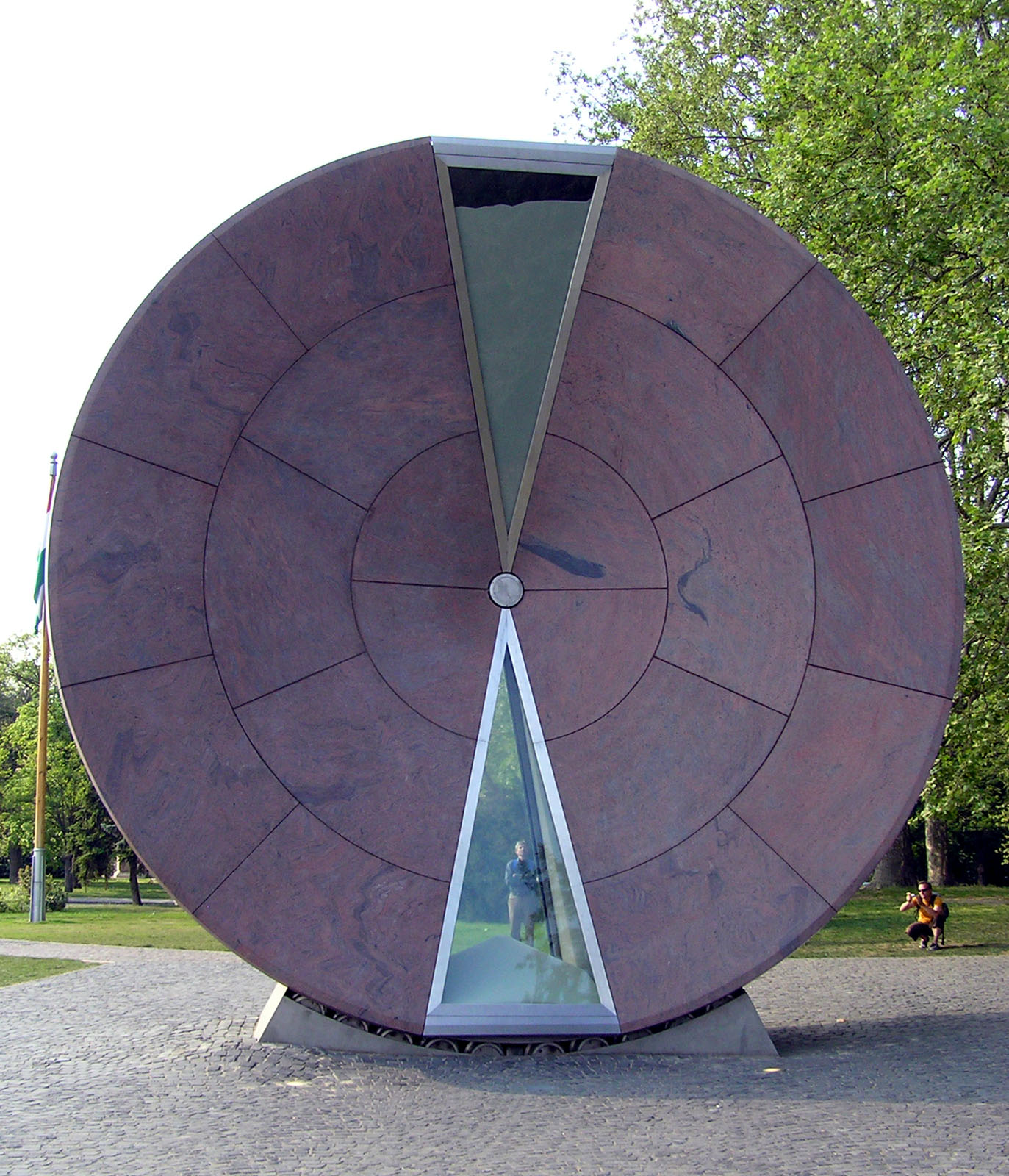
Das Zeitrad (Időkerék) am 27. April 2007

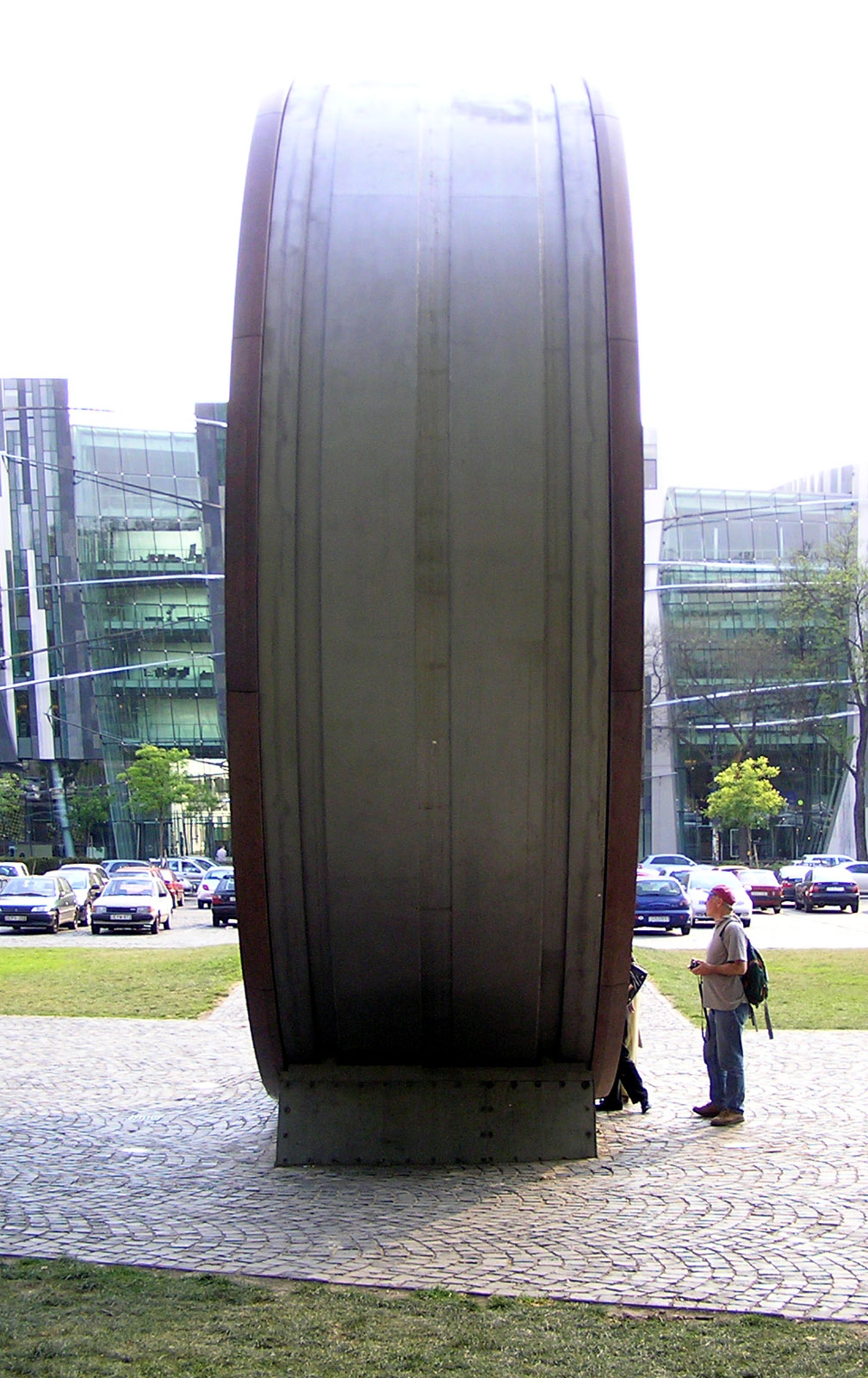
Das Zeitrad (Időkerék), von der Seite aus gesehen

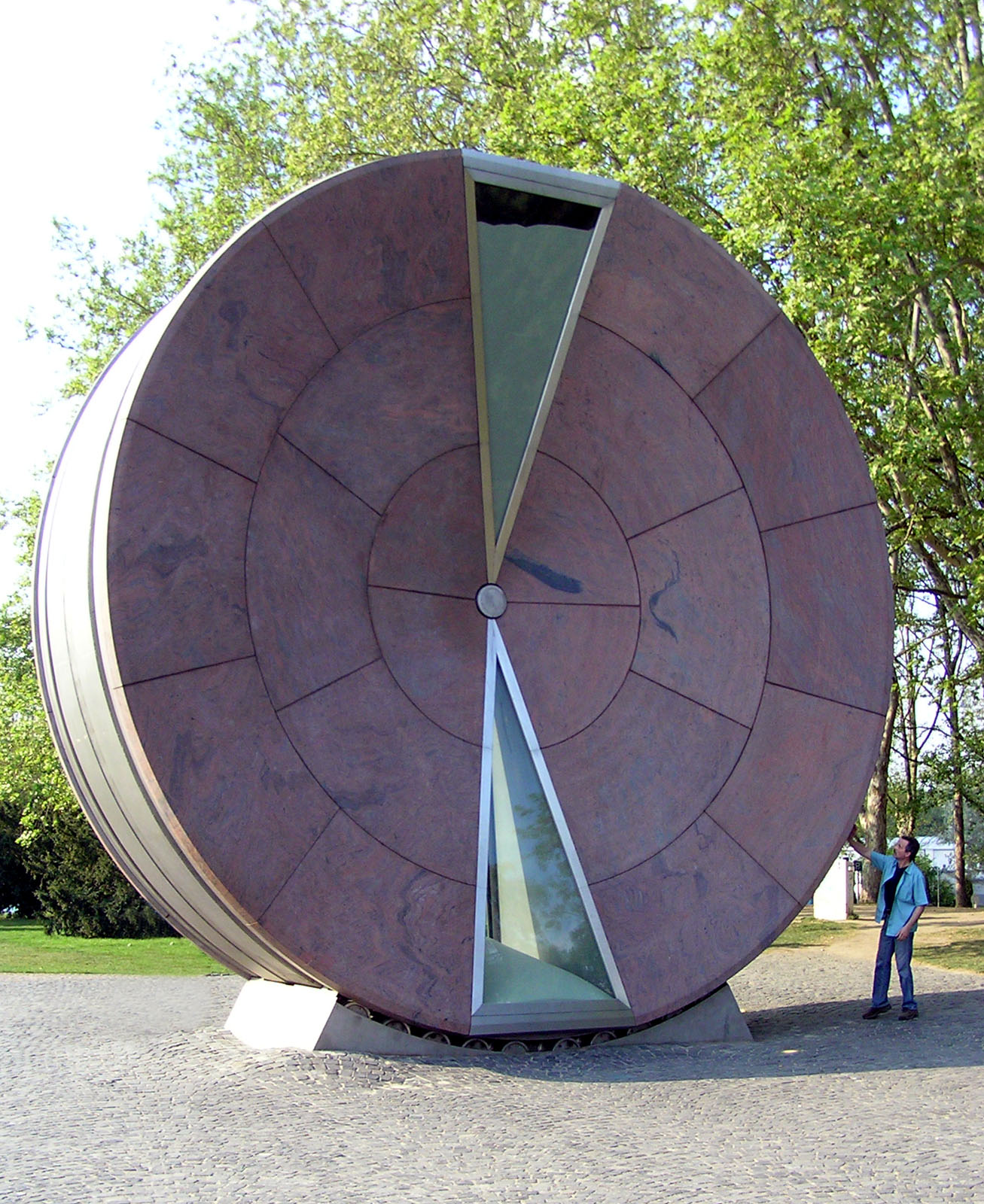
Das Zeitrad (Időkerék)

Das Zeitrad (ungarisch Időkerék) ist eine der größten, möglicherweise die größte Sanduhr der Welt. Sie hat eine Laufzeit von einem Jahr und stand unweit des Heldenplatzes, am Rande des Stadtwäldchens in Ungarns Hauptstadt Budapest. Mit ihr feierte Ungarn am 1. Mai 2004 den Beitritt zur Europäischen Union.
Im Sommer 2021 wurde sie im Zuge einer Parkrenovierung abgebaut; wann und wo sie wieder aufgebaut wird, ist offen.

## Technische Beschreibung
Das Zeitrad ist ein Rad mit einem Durchmesser von 8 Metern, bei einer Breite von 2,5 Metern. Als Materialien wurden Edelstahl, Sicherheitsverbundglas und roter Granit verwendet. Das Gesamtgewicht der Uhr beträgt 60 Tonnen. Eine mit 6 Metern Höhe von der Größe vergleichbare Sanduhr steht im Sandmuseum der japanischen Stadt Nima. Die Laufzeiten betragen jeweils ein Jahr.
Eingefasst wird es von einem blauen Ring aus Edelstahl, welcher bereits als Transportschutz die auftretenden Kräfte aufnehmen sollte und den Granit zu schützen hatte. Des Weiteren sorgt er für die Stabilität des Rades, welches aus verschiedenen Steinelementen mit einer Dicke von 22 cm zusammengesetzt ist. Insgesamt wurden 30 Tonnen indischer Granit für das Monument verbraucht.
Die zwei Behälter, die die 4,5 Kubikmeter Glasgranulat beinhalten, wurden aus Verbundglas gefertigt. Der Vorteil des Granulats gegenüber normalem Sand besteht darin, dass die gleich großen Körner die Oberfläche der Behälter nicht beschädigen und eine genau definierte Rieselgeschwindigkeit aufweisen. Dieses gleich große, reine, absolut trockene und schlagfeste Granulat bewegt sich in unter Druck stehendem Stickstoff. Etwa 137 mm³ Granulat rieseln pro Sekunde vom oberen Behälter in den unteren.
Um den Durchfluss zu steuern, sitzt im Mittelpunkt des Zeitrades ein Regelmechanismus. Dieser ermöglicht Witterungseinflüsse auszugleichen und die Uhr an Schaltjahre anzupassen.
Durch einen Hebel wird die Uhr jährlich in der Silvesternacht, nachdem das letzte Sandkorn um 24:00 Uhr durch die Uhr gerieselt ist, durch zwei Menschen um 180° gedreht, und damit wieder in Gang gesetzt.

## Entstehung
Die Idee für ein Zeitrad hatte der Kulturhistoriker und Erfinder János Herner bereits im Jahre 1983. Seinen Entwurf beschrieb er so: „Ursprünglich sollte sie sich sogar bewegen“. „Ziel war, die Zeit auch plastisch, in der Entfernung darzustellen, deshalb sollte die 60 Tonnen schwere Sanduhr nicht einfach nur aufgestellt werden, sondern wäre auch langsam gerollt – daher auch die Form. Innerhalb von 87 Jahren wäre das Zeitrad von der Kunsthalle bis zur Ajtósi Dürer fasor gewandert“. 1998 erhielt er schließlich die Erlaubnis der Stadtverwaltung von Budapest, die Uhr in dieser Form aufzustellen. Allerdings stellte sich bald heraus, das unter der Straße eine Tiefgarage errichtet werden sollte. Durch dieses Vorhaben war es nicht mehr gesichert, dass die Asphaltdecke der Straße die Last der Uhr aushalten würde. Man entschloss sich, das Zeitrad hinter die Kunsthalle zu verlagern und es fest im Boden zu verankern.

Die in Üröm ansässige Steinmetzfirma „Renaissance“ erhielt den Auftrag für den Bau des Monumentes, da sie durch Restaurierungsarbeiten an der St.-Stephans-Basilika und dem Parlamentsgebäude in Budapest bereits über Erfahrungen mit Großprojekten gesammelt hatte. Besonders schwierig war die Verbindung von Stein und Stahl. Außerdem war es schwierig einen Mechanismus zu entwickeln, der es ermöglichte, die riesige Sanduhr mit dem Gewicht einer Diesellokomotive einmal jährlich allein durch Menschenkraft drehen zu können.

Die Füllung der Uhr zelebrierte man am Rande der Kunsteisbahn in der Nähe des Heldenplatzes. Dazu wurde ein mit Fahnen der Europäischen Union dekorierter, großer Trichter aufgestellt, in den jeder einen Löffel „Sand“ einfüllen konnte. János Herner beschrieb es mit den Worten: „Hier können Interessenten einen Löffel Sand und damit einen Löffel ihrer eigenen Zeit eingeben.“ In der ersten Woche nahmen rund 30.000 Menschen dieses Angebot wahr, darunter auch viele Politiker und Diplomaten aus den verschiedenen Länderbotschaften. Jeder, der einen Löffel Sand in die Uhr einfüllte, erhielt dazu eine Urkunde, auf der ein Code und die genaue Uhrzeit eingetragen war, an der sie/er den Sand in den Behälter gefüllt hatte. Nach der Einweihung sollte jeder mit seinem Code im Internet sehen können, „wie es um seine Zeit in der Sanduhr steht“.
Auch andere Länder, wie Deutschland und China, bezeugten ihr Interesse an dem Zeitrad. So fragte die Chinesische Regierung an, ob man eine Lizenz erwerben könne, um eine eigene Uhr in Peking aufzustellen.

## Kritik
Besonders in der Budapester Bevölkerung gab es viel Kritik zu dem Monumentalwerk. Unter anderem befand man die überdimensionierte Sanduhr als viel zu teuer. Das Kanzleramt in Budapest veröffentlichte eine Kalkulation in folgender Form:
- Errichtung: 350 Mio. Forint (von denen entfielen allein 240 Mio. Ft. auf den Staat)
- Wartungskosten: 37 Mio. Forint (jährlich davon allein 7–10 Mio. Ft. für das Umdrehen)
- Bewachung: 3–4 Mio. Forint
- Reinigung: 3–5 Mio. Forint (Reinigung der Uhr selbst und der Umgebung)
- Techn. Betrieb: 3–5 Mio. Forint (dazu sollten noch 12–14 Mio. Forint. benötigt werden, um in einem Büro ein Computernetzwerk für den Betrieb der Uhr einzurichten)

Viele Ungarn und Budapester waren und sind der Meinung, dass niemand dieses Monument benötigt und dass es schlichtweg ein Prestigeobjekt der Regierung in Budapest war.
Ein weiterer Kritikpunkt war, dass die Uhr fehlerhaft war und häufig gewartet werden musste. Bereits bei der ersten Inbetriebnahme, zur Einweihung des Zeitrades, bedurfte es der ersten Reparatur. Später, bei Wartungsarbeiten zur Silvesterfeier 2005 hieß es, man habe festgestellt, die Uhr wäre stehengeblieben, weil ein „Sandkorn“ in das Getriebe geraten sei. Als Ursache hierfür wurde gemutmaßt, Wasser sei in die Uhr gesickert, und habe das Granulat in eine zähe und nicht mehr rieselfähige Masse verwandelt.

Der Vorstandschef der für den Unterhalt des Zeitrades verantwortlichen Khronos Stiftung wies darauf hin, dass man, um einem solchen Effekt vorzubeugen, gerade auf Sand verzichtet und dem Glasgranulat den Vorzug gegeben habe.
Auch wurden diese Gerüchte von offizieller Stelle zurückgewiesen. Man erklärte, die Uhr sei absichtlich angehalten worden. Dazu der Erfinder János Herner: „Nach den Regenfällen mussten wir Wasser aus dem Schacht pumpen. Dafür mussten wir die Uhr anhalten. So haben wir dann gemerkt, dass das Zeitrad undicht ist und das Gas, das die Dunstbildung im Zeitrad verhindern sollte, ausgeströmt war. Deshalb haben wir das Uhrwerk auch nicht wieder sofort in Gang gesetzt. Wenn die Reparaturen und die planmäßigen Wartungsarbeiten abgeschlossen sind, wird das Zeitrad wieder einwandfrei funktionieren.“ Er erklärte weiter: „Man wird nicht einmal eine Verzögerung merken, per Computer werden wir die Verspätung wieder wettmachen,“

Kritisiert wurde auch die Tatsache, dass sich das Gelände um das Zeitrad nach anhaltenden Regenfällen in einen matschigen Sumpf verwandelte, wodurch die Besucher nur noch aus der Ferne das Monument betrachten konnten. Später verschwanden auch die Informationsschilder, so dass sich Touristen der Sinn des Monuments nicht mehr erschloss.